# Batalla de Germania prima
La batalla de Germania prima fue un suceso bélico ocurrido en el verano del año 407. Se enmarca dentro de la invasión y saqueo de la Galia llevada a cabo por alanos, vándalos y suevos entre los años 407 y 409.

## Lugar
No se conoce con exactitud el lugar donde ocurrió la batalla aunque es seguro que sucedió en el norte de las Galias. Se estiman como posibles localizaciones los alrededores de Bononia (Boulogne-sur-Mer) dentro del contexto del desembarco de Constantino de Britania o algún punto de la provincia Germania Primera en el marco de la  recuperación por los romanos de Augusta Treverorum (Tréveris) y el valle del Ródano.

## Desarrollo
Durante la noche de fin de año de 406, un conglomerado de pueblos bárbaros había atravesado sorpresivamente el Rin y entrado en la diócesis de las Galias por la provincia de Germania Primera. Después se dividieron en varios grupos y extendieron la destrucción por un buen número de ciudades. La única respuesta romana la protagonizó el usurpador Constantino de Britania quien pasó al continente y consiguió que las tropas de la Galia se le uniesen.
Constantino se desplazó desde la costa norte hacia el Rin donde aunó más tropas y renovó los acuerdos con los foederati del margen derecho del río. Tras asegurar la frontera, su ejército llegó en verano a la provincia de Germania prima, lugar por donde habían entrado los invasores y en cuya cercanía se situaba Augusta Treverorum, la capital de la prefectura. Allí se enfrentó con ellos según recogió, brevemente, Zósimo en su obra Historia Nueva:
...entablaron los romanos fuerte batalla de la que salieron triunfantes después de acuchillar a la mayor parte de los bárbaros, mas, como no persiguieran a los que huían (pues si así hubiera sido los habrían exterminado a todos en generalizada masacre), les permitieron que, una vez recuperados del revés y después de congregar ingente cantidad de bárbaros, estuvieran de nuevo en condiciones de combatir. 
La victoria permitió a Constantino recuperar las principales ciudades junto al Rin, incluyendo la citada capital. Igualmente, le abrió paso para continuar hacia el valle del Ródano que acabaría controlando hasta Arelate (Arlés) donde instaló su cuartel general.